# Sulmów
Sulmów est une localité polonaise de la gmina de Goszczanów, située dans le powiat de Sieradz en voïvodie de Łódź.